# Senostoma tenuipes
Senostoma tenuipes är en tvåvingeart som först beskrevs av Jacques-Marie-Frangile Bigot 1885.  Senostoma tenuipes ingår i släktet Senostoma, och familjen parasitflugor. Inga underarter finns listade.